# Sherry Romanado
Sherry Romanado, née le 12 avril 1974 à Greenfield Park, est une administratrice scolaire, agente de relations publiques et femme politique canadienne. 
Elle est depuis octobre 2015 députée libérale de la circonscription de Longueuil—Charles-LeMoyne à la Chambre des communes du Canada.

## Biographie
Sherry Romanado est née et a grandi à Greenfield Park, une ville de la Rive-Sud de Montréal qui est aujourd'hui un arrondissement de Longueuil. Elle a obtenu un certificat en relations publiques de l'Université McGill en 2005 ainsi qu'une maîtrise en administration des affaires (MBA) en 2011 de l'Université Concordia. À l'Université McGill, elle a rempli plusieurs fonctions dont chef du développement international au Département de développement et relations avec les anciens et directrice adjointe aux partenariats internationaux. Avant son élection elle était directrice adjointe de la formation continue au Collège régional Champlain de Saint-Lambert. Elle a aussi fait partie du conseil d’administration de l'Institut agréé de la logistique et des transports (en) et présidé son Comité de formation pour l’Amérique du Nord.
Sherry est mère de deux garçons qui font partie des Forces armées canadiennes. Elle a aussi été vice-présidente ainsi que directrice des communications pour le corps de cadet de ses fils. Elle est toujours membre de la Légion royale canadienne (local 94, Greenfield Park) et du Club Lions de Greenfield Park.

### Carrière politique
Sherry Romanado s'est engagée politiquement autant au Parti libéral du Québec qu'à celui du Canada. Elle a également participé à des campagnes électorales municipales à Longueuil. Elle a été élue à la Chambre des communes du Canada le 19 octobre 2015.
Lors de son premier mandat à titre de députée, elle est coprésidente du Caucus ferroviaire parlementaire fondé en février 2016 et vice-présidente du Groupe interparlementaire Canada–États-Unis. Elle fait également partie des Comités permanents des anciens combattants et de la défense nationale. Romanado est aussi membre de l’Association interparlementaire Canada-France, de l'Association législative Canada-Chine, du Groupe interparlementaire Canada-Allemagne, du Groupe canadien de l'Union interparlementaire (UIP), de l’Association parlementaire canadienne de l'OTAN (AP OTAN) et de la Section canadienne de ParlAmericas. En juin 2016, elle a été nommée au Comité spécial sur la réforme électorale.
En janvier 2017, Sherry Romanado est nommée secrétaire parlementaire du ministre des Anciens combattants et ministre associé de la Défense nationale (Kent Hehr puis Seamus O'Regan), puis est devenue en août 2018 secrétaire parlementaire de la ministre des Ainés, Filomena Tassi, poste qu'elle occupe jusqu'en septembre 2019. 
Lors de son second mandat, elle est présidente du Comité permanent de l'industrie, des sciences et de la technologie.